# Hizb ut-Tahrir (Tunisie)
Pour les articles homonymes, voir Hizb ut-Tahrir.
Le Hizb ut–Tahrir (arabe : حزب التحرير في تونس) ou Parti de la Libération est un parti politique islamiste tunisien, branche du mouvement panislamiste Hizb ut-Tahrir (fondé en 1953). Il est reconnu par le gouvernement tunisien le 17 juillet 2012.

## Histoire
Créé au début des années 1980 comme branche tunisienne du mouvement Hizb ut-Tahrir, il s'organise en cellules (halakat), de petits groupes qui recrutent en se basant sur les livres et les brochures du cheikh Taqiuddin al-Nabhani, fondateur du Hizb ut-Tahrir. Rapidement, des dirigeants et membres du parti sont emprisonnés.
Le parti dépose un dossier d'autorisation au ministère de l'Intérieur qui est toutefois rejetée le 12 mars 2011 pour infraction à la loi du 3 mai 1988 relative aux partis politiques selon un communiqué du ministère diffusé par l'agence Tunis Afrique Presse.
En effet, selon les termes de l'article 8 de la Constitution de 1959, « un parti politique ne peut s'appuyer fondamentalement dans ses principes, objectifs, activités ou programmes, sur une religion, une langue, une race, un sexe ou une région » ; il doit en outre s'engager à bannir toute forme de violence, de fanatisme, de racisme et de discrimination.
Le parti obtient finalement cette autorisation le 17 juillet 2012.

## Direction
- Président : Abdelmajid Habibi
- Porte-parole : Ridha Belhaj
- Membres du bureau exécutif : Kamel Gasmi, Abd Raouf Amani, Nabil Manai et Foued Azouz

## Thèses
Lors d'un point de presse le 10 mars 2011, le porte-parole du parti Ridha Belhaj annonce que les orientations politiques de son parti reposent sur la souveraineté de la oumma, sur le califat comme meilleur régime et sur la charia comme meilleure Constitution. Il ajoute que la démocratie est « une question factice qui ne doit pas susciter l'attention », « une illusion entretenue par le capitalisme mondial » ; il précise donc, qu'une fois au pouvoir, le parti interdirait les autres formations politiques. Il se déclare en revanche en faveur du respect des droits des minorités religieuses.
En matière économique, il souligne que le capitalisme est jugé inadapté pour assurer la mission de l'économie, c'est-à-dire répondre aux besoins fondamentaux de la population et répartir les richesses de manière équitable. Plaidant pour « une révolution industrielle et une agriculture forte », il estime que l'économie ne doit pas se baser sur le tourisme et l'investissement extérieur dépendants des aléas conjoncturels.
Pour atteindre ses objectifs, il assure ne pas vouloir recourir à la violence et que « le changement ne peut avoir lieu que dans le cadre de l'action politique pacifique ».